# Labyrint na ostrově Samsø

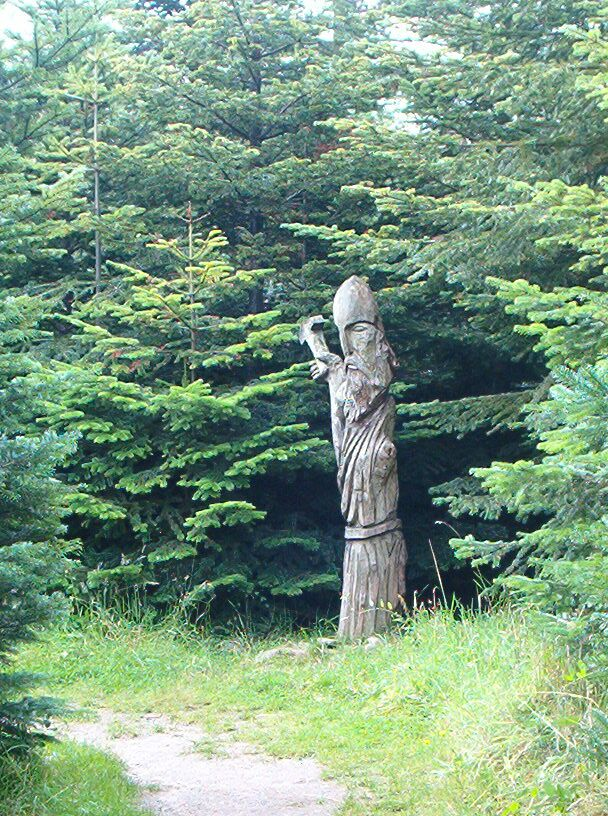
Socha boha Thóra v labyrintu na ostrově Samsø

Dánský Labyrint na ostrově Samsø je největším světovým přírodním bludištěm. Otevřen byl pro veřejnost dne 6. května 2000. Bludiště se rozkládá na ploše 60 000 m2 a má celkovou délku 5,3 kilometrů.

## Od nápadu k realizaci
Pozemek, na kterém bludiště vzniklo, je bývalá plantáž vánočních stromků; byl pronajímán od roku 1982. Když v roce 1997 vypršela smlouva, rostlo na pozemku 6 ha neproniknutelné jedlové houštiny. Majitelé, Karen a Erik Poulsenovi, se rozhodli vytvořit zážitkové místo, namísto vykácení celé plochy. Celá oblast se rozkládá na pozemcích rodinné farmy a bludiště bylo od začátku zamýšleno s využitím přírodních materiálů jako je dřevo a přírodní kámen. V okolí se nachází dubový les, pastviny a půda ležící ladem. Dřevní štěpka zbylá po vyklestění cest byla použita na povrchu cest. Umístěním velkých kamenů a vysazením stromů a keřů se zlepšil přírodní ráz oblasti.

## Bludiště
Bludiště zabírá 60 000 metrů čtverečních s celkovou délkou trasy 5,380 m. To z něj dělá největší přírodní bludiště na světě, které je od roku 2001 zaneseno do Guinnessovi knihy rekordů. 
Na každém rozdvojení najdete patník s číslem. Ten vás navede k otázce. Uvnitř je osm různých cílů, ke kterým vedou různě dlouhé trasy. Abyste se dostali do cíle, musíte absolvovat kvíz. 
Bludiště obsahuje několik dřevěných plastik Henryho Wessela Fyhna s motivy odkazujícími na Hanse Christiana Andersena či skandinávskou mytologii. Zdi bludiště se skládají z 50 000 jedlí kavkazských, které mají výšku 0,5 m až 8 m. Hlavní cíl bludiště je nazván "Srdce nebo chrám". První chrám stál téměř 10 let a byl vyzdoben Henrikem Wesselem Fyhnem. Nicméně byl stržen a nově postavený chrám byl vyzdoben sochařem Mortenem Mollerem. K dispozici je také vyhlídková věž, která dává dobrý přehled o bludišti. 

## Zajímavosti
- V souvislosti s desátým výročím labyrintu byl postaven nový dubový chrám.
- Zpěvák Lars Muhl napsal báseň o bludišti, která byla zveřejněna při otevření labyrintu v roce 2000.
- Bludiště obsahuje i trasu pro skutečné znalce Harryho Pottera.